# Astacilla pusilla
Astacilla pusilla is een pissebed uit de familie Arcturidae. De wetenschappelijke naam van de soort is voor het eerst geldig gepubliceerd in 1873 door Sars.